# Eurocopter UH-72 Lakota
L'UH-72 Lakota és un helicòpter utilitari lleuger bimotor amb rotor principal de quatre pales. Es tracta d'una versió militaritzada de l'helicòpter civil Eurocopter EC145 fabricat per American Eurocopter, divisió d'EADS North America. Comercialitzat com a UH-145, l'helicòpter fou seleccionat com a guanyador del programa Light Utility Helicopter (LUH) de l'Exèrcit dels Estats Units el 30 de juny del 2006. L'octubre del 2006, American Eurocopter obtingué un contracte per a la producció de 345 unitats per substituir els antics helicòpters UH-1H Iroquois i OH-58A/C Kiowa de les flotes de l'exèrcit i la Guàrdia Nacional de l'Exèrcit. El nom Lakota li fou donat en honor del poble nadiu que viu als marges del nord del riu Missouri.